# Lorch (Bade-Wurtemberg)
Pour les articles homonymes, voir Lorch.
Lorch est une ville de Bade-Wurtemberg (Allemagne), située dans l'arrondissement d'Ostalb, dans la région de Wurtemberg-de-l'Est, dans le district de Stuttgart.
Frédéric Ier y consacra vers 1102 une abbaye comme crypte des princes de Hohenstaufen.

## Personnalités liées à la ville
- Karl Philipp Conz (1762-1827), poète né à Lorch.
- Johannes von Hieber (1862-1951), homme politique né à Waldhausen.